# Фармер, Генри
Генри Фармер (англ. Henry Farmer; 13 мая 1819, Ноттингем — 25 июня 1891, Ноттингем) — английский органист, скрипач, композитор и музыкальный педагог. Дядя Джона Фармера.
Преимущественно самоучка, однако отдельные уроки брал у Генри Бишопа и Джона Тирлуолла. В 1839—1879 гг. работал органистом в своём родном городе, одновременно в 1866—1880 гг. возглавлял хоровое общество (англ. The Nottingham Sacred Harmonic Society). В ранние годы играл также на скрипке, в том числе в оркестре Бирмингемского фестиваля — в частности, в 1846 году, когда исполнялась премьера оратории Феликса Мендельсона «Илия» под управлением автора.
Наиболее известным сочинением Фармера была Месса си бемоль (1847). Принадлежавшая Фармеру «Школа скрипичной игры» (англ. Tutor for violin; 1847) переиздавалась на протяжении более чем полувека и считается одним из важнейших английских пособий по игре на скрипке; среди учеников Фармера был Альфред Гибсон.